# Agugliano
Agugliano là một đô thị ở tỉnh Ancona trong vùng Marche, nằm cách 13 km về phía tây nam của Ancona. Tại thời điểm ngày 31 tháng 12 năm 2004, đô thị này có dân số 4.348 và diện tích là 21,7 km².
Đô thị Agugliano có các frazioni (các đơn vị trực thuộc, chủ yếu là các làng) Castel D'Emilio, la Chiusa, và il Molino.
Agugliano giáp các đô thị sau: Ancona, Camerata Picena, Jesi, Polverigi.